# Kadzielnica Gozberta
Kadzielnica Gozberta – romański trybularz wykonany około 1100 roku, na terenie Nadrenii lub Lotaryngii, z uwzględnieniem Trewiru. Twórcą dzieła był najprawdopodobniej Gozbert (Gozbertus), który miał wykonać trybularz w oparciu o Schedula diversarum artium, (pol.) Zbiór przepisów o sztukach rozmaitych, pióra Teofila Prezbitera. Obecnie kadzielnica prezentowana jest w skarbcu katedralnym w Trewirze (Nadrenia-Palatynat, Niemcy). Cenny przykład romańskiego rzemiosła artystycznego i średniowiecznej syntezy dwóch wątków ikonograficznych, wizji Świątyni Salomona oraz Niebiańskiego Jeruzalem.

## Wygląd
Kadzielnica Gozberta jest odlana z brązu, rzeźbiona i pozłacana. Ma wysokość 21,5 cm i szerokość 8,5 cm. Składa się z czary z pokrywą mieszczącej wewnątrz palenisko, pięciu łańcuszków ujętych w nasadkę z uchwytem. Czara wraz z pokrywą mają formę architektoniczną. Jest to zminiaturyzowana i stylizowana świątynia na planie centralnym zbliżonym do krzyża greckiego. Każdy bok zamknięty jest prostokątnie, na osi ma wybrzuszenie przypominające absydę ozdobione stylizowanymi ażurowymi arkadkami. Ścianki zdobią grawerowane motywy architektoniczne i inskrypcje, ponadto mają ażury w formie okienek o półkolistym zamknięciu. U dołu paleniska ażurowe ornamenty roślinne oraz figurki-atlanty postaci, których tożsamość poświadczają inskrypcje. Są to prorocy ze Starego Testamentu: Aaron, Mojżesz, Izajasz i Jeremiasz. Palenisko stoi na okrągłej podstawie, na której widnieje inskrypcja o treści: + HAEC · TV · QVESO · VIDENS · GOZBERTVS · SIT · PETE · VIVENS. W dolnej partii pokrywy formy architektoniczne powtarzają górną część paleniska. Powyżej znajduje się rozbudowane zwieńczenie, złożone z piętrzących się form: półkolistych konch, dwuspadowych daszków, ażurowych ścianek. Na daszkach figurki postaci ze Starego Testamentu, Abla z owcą, Abrahama trzymającego w rękach swojego syna Izaaka błogosławiącego Jakuba oraz Melchizedeka z chlebem i kielichem. U góry, w narożach cztery kopułki na ażurowych, arkadowych tamburach. Całość wieńczy wieżyczka, z tronującym królem Salomonem w otoczeniu czternastu lwów. Król Izraela został ukazany w pełni królewskiego majestatu, na jego skroniach spoczywa korona z motywami fleur-de-lis, w rękach dzierży berło i globus cruciger. Nasadka ma formę ażurowej kopułki z otworami na łańcuszki, na nim osadzony jest okrągły uchwyt. Nasadkę zdobią wizerunki apostołów, Piotra, Pawła, Jakuba Starszego i Jana oraz smoki w narożach. Na zwieńczeniu kopułki pełnoplastyczna figurka Chrystusa tronującego.

## Analiza
Kadzielnica Gozberta zawiera bogaty program ikonograficzny, którego główną treścią jest historia Zbawienia, a dopełnieniem miał być unoszący się dym kadzidła symbolizujący nieśmiertelność i boski wymiar Chrystusa. Postaci proroków są aluzją do zapowiedzi Nowego Przymierza i zbawczej Ofiary Chrystusa, zapowiedzianej przez Abla, patriarchę Abrahama i kapłana Melchizedeka. Ten podnosi chleb i kielich z winem, w ten sposób zapowiada akt Eucharystii dokonany na Ostatniej Wieczerzy, tym samym Melchizedek zapowiada ofiarę Chrystusa jako Najwyższego Kapłana. Synteza Starego i Nowego Testamentu dotyczy także wymiaru królewskiego, królestwo Salomona zapowiada najwyższą władzę Chrystusa. Gozbert, domniemany twórca trybularza upamiętnił siebie w inskrypcji gdzie prosi widza o modlitwę za niego. 
Swoją architektoniczną formą trewirska kadzielnica ma symbolizować wspomnianą w starotestamentowej Pierwszej Księdze Królewskiej Świątynię Jerozolimską oraz Niebiańską Jerozolimę, o której mówi kończąca Nowy Testament Apokalipsa św. Jana (Ap. 21, 9–21). Jest to nawiązanie o charakterze czysto ideowym. Od strony formalnej widoczne są różnice między opisami biblijnymi a formą kadzielnicy. Tego typu powiązanie symboliki z formą trybularzy upowszechnił Teofil Prezbiter w Trzeciej Księdze Schedula diversarum artium, gdzie autor odwołuje się głównie do tekstu Apokalipsy, jednakże w teoriach dość swobodnie odwołuje się do tego źródła, wprowadzając rozmaite elementy typowe dla ówczesnych kierunków artystycznych. W swoim traktacie o kadzielnicach Teofil polecał łączenie wątków staro i nowotestamentowych w celu wyeksponowania rozmaitych programów ikonograficznych. 
Nie da się precyzyjnie określić pierwotnego miejsca dla którego kadzielnica została wykonana. W historii sztuki znana jest od 1846 roku, kiedy to została odnalezienia, w kościele w Buchholz k. Manderscheid, a następnie przekazana do trewirskiego skarbca katedralnego.